# William Alfred Fowler
William Alfred Fowler (9. srpna 1911 Pittsburgh, Pensylvánie – 14. března 1995 Pasadena, Kalifornie) byl americký fyzik a astrofyzik. Ve svých pracích se zabýval vývojem chemických prvků ve vesmíru. V roce 1983 dostal Nobelovu cenu za fyziku. To, že ji nedostal i Fred Hoyle bylo kritizováno.